# Helenów (gmina)
Helenów (od 1973 Brwinów) – dawna gmina wiejska istniejąca do 1954 roku w woj. warszawskim. Nazwa gminy pochodzi od wsi Helenów, jednak siedzibą władz gminy był Brwinów.
Gmina Helenów powstała w 1867 roku. W okresie międzywojennym gmina należała do powiatu błońskiego w woj. warszawskim. 1 stycznia 1927 roku z części obszaru gminy Helenów utworzono nową gminę Letnisko-Brwinów z siedzibą w Brwinowie. 1 kwietnia 1939 do gminy Helenów przyłączono miejscowości Letnisko Młochówek, willa Zarybie i osada Borowina z gromady Żółwin w gminie Młochów w tymże powiecie, tworząc z tych miejscowości nową gromadę Letnisko Młochówek w granicach gminy Helenów.
Po wojnie gmina zachowała przynależność administracyjną. 12 marca 1948 roku zmieniono nazwę powiatu błońskiego na grodziskomazowiecki. 1 lipca 1948 roku z części obszaru gminy Helenów (gromady Podkowa Leśna i Letnisko Młochówek) utworzono nową gminę Podkowa Leśna z siedzibą w Podkowie Leśnej.
1 lipca 1952 roku część obszaru gminy Helenów (gromada Sokołów) weszła w skład nowo utworzonej gminy Michałowice, natomiast do gminy Helenów (do gromady Komorów) przyłączono część obszaru zniesionej gminy Skorosze (część gromady Pęcice stanowiącą osiedle Chlebów); gmina Helenów składała się odtąd z 21 gromad: Biskupice, Czubin, Domaniew, Domaniewek, Falęcin, Gąsin, Granica, Grudów, Kanie, Komorów, Komorów-Wille, Koszajec, Kotowice, Krosna, Milęcin, Moszna, Nowa Wieś, Nowa Wieś parc., Otrębusy, Parzniew i Strzeniówka.
Gminę zniesiono 29 września 1954 roku wraz z reformą wprowadzającą gromady w miejsce gmin:
Gąsin i Nową Wieś-Parcelę włączono równocześnie do Pruszkowa a Grudów (bez majątku S.G.G.W.) do Milanówka.
Jednostki nie przywrócono 1 stycznia 1973 roku po reaktywowaniu gmin, utworzono natomiast jej terytorialny odpowiednik, gminę Brwinów.